# Resurgència
En A.Hurwitz va plantejar, en el seu quadern, en data del 6 de desembre 1918, la pregunta de si era possible que una sèrie de potències
{\displaystyle h(\xi )=\sum _{k=0}^{\infty }a_{k}(\xi -\xi _{0})^{k},}
representant una funció diferent de {\displaystyle \xi \mapsto ce^{\xi }}, admetés continuació analítica al llarg d'un camí tancat {\displaystyle \gamma } al voltant de {\displaystyle \xi _{0}} i, a la fi de la continuació, prengués la forma
{\displaystyle \sum _{k=1}^{\infty }ka_{k}(\xi -\xi _{0})^{k-1}=h^{\prime }(\xi ),} és a dir, es pot continuar analíticament una funció holomorfa cap a la seva derivada?

## La solució de Lewy
En H.Lewy va respondre afirmativament, i va donar una solució del problema que presentem aquí en una forma lleugerament modificada.
Es consideri la funció: {\displaystyle h(z)=\int _{\mathbb {R} ^{+}}\exp \left[-zt-(\log t)^{2}/4\pi i\right]\,dt;} {\displaystyle h} és holomorfa per {\displaystyle \Re (z)>0} i pot ser continuada analíticament als semiplans {\displaystyle \Re (ze^{-i\vartheta })>0\ (\vartheta \in \mathbb {R} ^{+})}, de la manera següent: sigui {\displaystyle N\in \mathbb {N} } tal que {\displaystyle 0<\vartheta /N<\pi /2} i fem {\displaystyle \eta :=\vartheta /N}.
Escrivim, per a {\displaystyle z\in \{\Re (ze^{-i\eta })>0\}\bigcup \{\Re (z)>0\}},
{\displaystyle h(z)=\int _{\mathbb {R} ^{+}}\exp \left[ze^{-i\eta }e^{i\eta }t-{\frac {\log(e^{-i\eta }e^{i\eta }t)^{2}}{4\pi i}}\right]\,dt}
{\displaystyle =\int _{e^{i\eta }\mathbb {R} ^{+}}\exp \left[-ze^{-i\eta }u-\displaystyle {\frac {(\log(u)-i\eta )^{2}}{4\pi i}}\right]e^{-i\eta }\,du}
{\displaystyle =\lim _{R\to \infty }\left\{\int _{0}^{R}\exp \left[-ze^{-i\eta }u-\displaystyle {\frac {(\log(u)-i\eta )^{2}}{4\pi i}}\right]e^{-i\eta }\,du+\right.}
{\displaystyle \ \qquad \left.+\int _{\gamma _{R}}\exp \left[-ze^{-i\eta }u-\displaystyle {\frac {(\log(u)-i\eta )^{2}}{4\pi i}}\right]e^{-i\eta }\,du\right\}.}
Aquesta darrera integral, que anomenem {\displaystyle I_{2}}, ha de ser calculada sobre la corba {\displaystyle \gamma _{R}:[0,1]\rightarrow \mathbb {C} } definida en posar {\displaystyle \gamma (t):=Re^{i\theta }}.
Hom ha {\displaystyle I_{2}\leq C_{1}R^{\alpha }e^{-C_{2}R}} per a unes constants reals positives {\displaystyle C_{1}}, {\displaystyle {C_{2}}} i {\displaystyle {\alpha }}, car {\displaystyle I_{2}} tendeix a {\displaystyle 0} quan {\displaystyle R\to \infty }.
Així per a {\displaystyle z\in \{\Re (ze^{-i\eta })>0\}\bigcap \{\Re (z)>0\}} hom ha {\displaystyle h(z)=\int _{\mathbb {R} ^{+}}\exp \left[-ze^{-i\eta }u-{\frac {(\log(u)-i\eta )^{2}}{4\pi i}}\right]e^{-i\eta }\,du;} però aquesta darrera integral convergeix en {\displaystyle \Re (ze^{-i\eta })>0} i, doncs, hi defineix una continuació analítica de {\displaystyle h}. Repetim el procediment {\displaystyle N} vegades: això ens dona finalment una continuació analítica de {\displaystyle h} al semiplà {\displaystyle \Re (ze^{-i\vartheta })>0}; així doncs, {\displaystyle h} pot ser continuada analíticament a tot punt {\displaystyle p\in \mathbb {C} \setminus \{0\}}.
Finalment, si fem la continuació analítica al llarg del camí {\displaystyle \vert z\vert =1,0\leq \arg(z)\leq 2\pi }, obtenim, designant {\displaystyle {\hat {h}}} l'element de funció holomorfa obtingut (en un entorn de {\displaystyle z=1}) després una volta completa, {\displaystyle {\hat {h}}(z)=\int _{\mathbb {R} ^{+}}\exp \left[-e^{2\pi i}zt-(\log t+2\pi i)^{2}/4\pi i\right]\,dt=}
{\displaystyle =\int _{\mathbb {R} ^{+}}\exp \left[-zt-\displaystyle {\frac {(\log t)^{2}-4\pi ^{2}+4\pi i\log t}{4\pi i}}\right]\,dt=}
{\displaystyle =\int _{\mathbb {R} ^{+}}\exp \left[\displaystyle -zt-e^{2\pi i}t-(\log t)^{2}/4\pi i-\pi i+\log t\right]\,dt=}
{\displaystyle =\int _{\mathbb {R} ^{+}}(-t)\exp \left[-zt-(\log t)^{2}/4\pi i\right]\,dt=h^{\prime }(z).}
Això acaba la presentació de la solució d'aquest problema.